# Homer Hasenpflug Dubs
Homer Hansenpflug Dubs (Deerfield, 28 marzo 1892 – Oxford, 16 agosto 1969) è stato un sinologo e storico statunitense.
Anche se maggiormente noto per la sua traduzione di sezioni del Libro degli Han di Ban Gu, ha scritto riguardo ad una vasta gamma di argomenti sulla storia, l'astronomia e la filosofia dell'Antica Cina. Cresciuto in Cina come figlio di missionari, in giovinezza tornò negli Stati Uniti d'America dove conseguì un dottorato di ricerca in filosofia (1925). Ha insegnato all'Università del Minnesota e al Marshall College prima di intraprendere il progetto di traduzione del Libro degli Han su iniziativa dell'American Council of Learned Societies. Successivamente, ha insegnato all'Università Duke, alla Columbia University e all'Hartford Seminary. Nel 1947, si trasferì in Inghilterra per assumere la cattedra di cinese all'Università di Oxford, che era vacante dal 1935. Si ritirò nel 1959 e rimase a Oxford fino alla sua morte nel 1969.

## Biografia
Nato a Deerfield, nell'Illinois, trascorse l'infanzia nella provincia di Hunan. Studiò per breve tempo all'Oberlin College e per poi laurearsi alla Yale University (1914) con una specializzazione in filosofia. Successivamente ritornò in Cina come missionario, studiando cinese a Nanchino, prima di trasferirsi per andare a lavorare nella provincia di Hunan. Di ritorno dalla Cina, Dubs frequentò l'Università di Chicago e conseguì un dottorato di ricerca in filosofia nel 1925 con una tesi dal titolo The Philosophy of Hsüntze: Ancient Confusionism [sic] as Developed in the Philosophy of Hsüntze, che avrebbe costituito la base per il suo successivo lavoro in due volumi sullo Xunzi, l'opera di Xun Kuang. Dopo aver conseguito la laurea, Dubs ha insegnato filosofia, prima all'Università del Minnesota (1925-1927) e poi al Marshall College (1927-1934).

## Ricerca e studi
Per tutta la sua vita, Dubs ha studiato e scritto su una vasta gamma di argomenti riguardanti la filosofia e la storia cinese. A metà degli anni 1930 è stato incaricato dal Council of Learned Societies di svolgere il lavoro per il quale sarebbe diventato celebre, una traduzione del Libro degli Han di Ban Gu. Durante il 1934-37, Dubs lavorò assiduamente alla traduzione con tre collaboratori cinesi, Jen T'ai, CH Ts'ui e P'an Lo-chi. Insieme realizzarono una traduzione in tre volumi, piena di annotazioni, della sezione degli "Annali" del Libro degli Han (capitoli 1-12) e dei tre capitoli (99A, B e C) dedicati a Wang Mang, pubblicati sotto il titolo di History of the Former Han Dynasty. I primi due volumi sono stati insigniti dell'ambito premio Stanislas Julien dell'Académie des inscriptions et belles-lettres. In seguito, venne pianificata la pubblicazione di due volumi di accompagnamento, tra cui un prolegomena e un glossario.
Le pubblicazioni di Dubs sulla Cina furono caratterizzate da una solida preparazione accademica e da una straordinaria ampiezza di interessi. Dubs svolse un lavoro pionieristico sull'antica astronomia cinese, in particolare sull'osservazione delle eclissi. Era molto interessato allo sviluppo di un sistema idiosincratico di romanizzazione, in cui i caratteri cinesi venivano sostituiti da un sistema di lettere e numeri che indicava la pronuncia, il tono e gli elementi costitutivi della grafia cinese originale. Così, Qian Han shu (Wade Giles Ch'ien Han shu) 前 漢書 è stato reso in Ts'ien2R Han4SU-shu1WE. Sebbene avesse presentato il suo sistema come una variazione del sistema di romanizzazione Wade-Giles, ampiamente utilizzato, gli altri storici rifiutarono di adottare il suo sistema "Wade-Dubs". In effetti, fu la sua insistenza nell'usare il sistema per i restanti volumi di History of the Former Han Dynasty che impedì loro di essere pubblicati.
Gli interessi di Dubs lo portarono inoltre alla ricerca di contatti tra la Cina sotto la dinastia Han e l'impero romano. Ha scritto diversi articoli sull'argomento, che culminarono nella controversa opera A Roman City in Ancient China. Questo lavoro sosteneva di dimostrare che una legione romana che aveva fatto parte dell'esercito di Marco Licinio Crasso, sconfitto nella battaglia di Carre nel 53 a.C., si fosse stabilita nella Cina nord-occidentale. La legione sconfitta, ipotizzò Dubs, era stata trasferita più a est dai vittoriosi Parti, per combattere in una battaglia contro gli Han. I legionari romani, sconfitti di nuovo, furono stanziati in una cittadina chiamata Liqian, situata nella moderna contea di Yongchang, Jinchang, provincia di Gansu. Sebbene questa storia sia stata accolta da entusiasti abitanti cinesi della zona, almeno due eminenti autorità cinesi hanno dimostrato che la teoria presenta numerose lacune.

## Insegnamento ed attività successive
Dopo la pubblicazione del primo volume di History of the Former Han Dynasty, Dubs ha insegnato alla Duke University e alla sua Divinity School, Columbia e Hartford Seminary. Ha anche lavorato al progetto di storia cinese dell'Institute of Pacific Relations con Karl August Wittfogel alla Columbia University. Alla fine, nel 1947, fu invitato a unirsi alla facoltà dell'Università di Oxford, dove prese la cattedra di cinese che era stata occupata dagli eminenti pionieri sinologi James Legge e William Edward Soothill. Si ritirò da Oxford nel 1959 e successivamente trascorse l'anno accademico 1962-63 all'Università delle Hawaii e tenne lezioni in Australia. Ha vissuto a Oxford fino alla sua morte nel 1969.
Alla morte del professor Dubs, il materiale pianificato per i due volumi di accompagnamento della History of the Former Han Dynasty rimase inedito. Un gruppo di studiosi ha rielaborato i manoscritti - ha dichiarato un totale di oltre 1000 pagine - per sostituire la romanizzazione e renderla accettabile per una stampa accademica. La responsabilità è stata assunta dal Han Dynasty History Project dell'Università di Washington, dove Wittfogel era andato dopo aver lasciato la Columbia. Sfortunatamente, alla morte di Jack Dull – il direttore di questo progetto -, il manoscritto non era ancora stato pubblicato e alla fine del progetto i materiali furono sparpagliati ed altri perduti. Di recente, tuttavia, i materiali sono stati recuperati e sono stati progressivamente resi disponibili online, così come i tre volumi di History of the Former Han Dynasty. Insieme ai materiali già pubblicati, questi ultimi costituiscono una traduzione quasi completa dell'intero  Libro degli Han.

## Pubblicazioni
- (EN) Hsüntze: The Moulder of Ancient Confucianism. Probsthain's Oriental Series 15. Londra, 1927.
- (EN) (trans.) The Works of Hsüntze. Probsthain's Oriental Series 16. Londra,1927.
- (EN) Rational Induction: An Analysis of the Method of Science and Philosophy. Chicago: The University of Chicago Press, 1930.
- (EN) (trans.) The History of the Former Han Dynasty. 3 vols. Baltimore: Waverly, 1938–55. Testo digitalizzato (Il testo digitalizzato non conserva i numeri dei volumi né delle pagine e altera la numerazione delle note a pié pagina lasciate da Dubs). Glossario.
- (EN) Did Confucius Study the Book of Changes? T'oung Pao 25 (1928): 82-90.
- (EN) The Failure of the Chinese to Produce Philosophic Systems. T'oung Pao 26 (1929): 96-109.
- (EN) 'Nature' in the Teaching of Confucius. Journal of the American Oriental Society 50 (1930): 233-37.
- (EN) A Comparison of Greek and Chinese Philosophy. Chinese Social and Political Science Review 17.2 (1933): 307-27.
- (EN) Solar Eclipses During the Former Han Period. Osiris 5 (1938): 499-532.
- (EN) The Victory of Han Confucianism. Journal of the American Oriental Society 58 (1938): 435-39.
- (EN) Wang Mang and His Economic Reforms. T'oung Pao 35 (1940): 219-65.
- (EN) An Ancient Military Contact Between Romans and Chinese. American Journal of Philology 42 (1941): 322-30.
- (EN) A Roman Influence Upon Chinese Painting. Classical Philology 38 (1943): 13–19.
- (EN) An Ancient Chinese Mystery Cult. 'Harvard Theological Review' 35 (1942): 221-40.
- (EN) (with Robert S. Smith) Chinese in Mexico City in 1635. "The Far Eastern Quarterly" 1.4 (1942): pp. 387–389.
- (EN) A Military Contact Between Chinese and Romans in 36 B.C. T'oung Pao 36 (1942): 64-80.
- (EN) The Political Career of Confucius. Journal of the American Oriental Society 66 (1946): 273-82.
- (EN) The Reliability of Chinese Histories. Far Eastern Quarterly 6.1 (1946): 23-43.
- (EN) Taoism. In H. F. MacNair, ed. China. United Nations Series. Berkeley: University of California Press, 1946: 266-89.
- (EN) The Beginnings of Alchemy. Isis 38 (1947): 62-86.
- (EN) The Date of Confucius' Birth. Asia Major (new series) 1.2 (1949): 139-46.
- (EN) The Date of the Shang Period. T'oung Pao 40.4-5 (1951): 323-35.
- (EN) Mencius and Sun-dz on Human Nature. Philosophy East and West 6 (1956): 213-22.
- (EN)  A Roman City in Ancient China. China Society Sinological Series 5. Londra, 1957.
- (EN) The Beginnings of Chinese Astronomy. Journal of the American Oriental Society 78 (1958): 295-300.
- (EN) The Archaic Royal Jou Religion. T'oung Pao 46 (1958): 217-59.
- (EN) Han 'Hill Censers.' In Søren Egerod, and Else Glahn. Studia Serica Bernhard Karlgren Dedicata. Sinological Studies Dedicated to Bernhard Karlgren on His Seventieth Birthday, October Fifth, 1959. Copenaghen: E. Munksgaard, 1959, 259-64.